# Apollo (kosmická loď)
Apollo je kosmická loď, vyvinutá v rámci programu Apollo (přistání lidí na Měsíci). Později byla použita i v programu Sojuz-Apollo a Skylab.
Loď se skládá ze tří částí: velitelského modulu (CM), servisního modulu (SM) a lunárního modulu (LM). Velitelský a servisní modul jsou po většinu doby spojeny a tvoří "velitelský a servisní modul" (CSM). Servisní modul je odhozen až před vstupem CM do atmosféry při návratu na Zemi.
Loď startovala s raketami Little Joe II, Saturn I, Saturn IB a Saturn V, přičemž pouze s raketami Saturn IB a Saturn V startovala s posádkou do vesmíru.

## Popis lodi

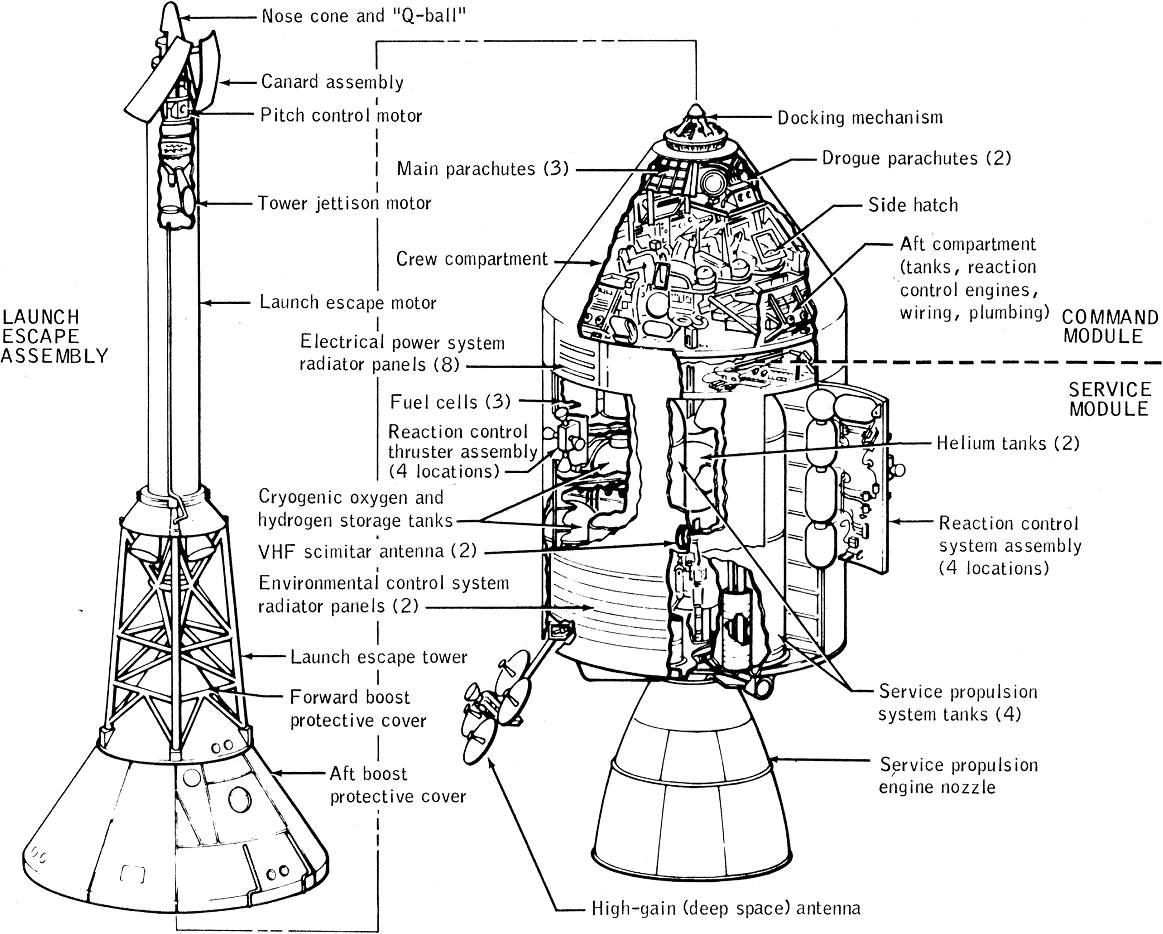
Řez lodí Apollo

### Velitelský modul
Velitelský modul (CM z anglického Command Module) měl tvar kužele s výškou 3,4 metru, největším průměrem 3,9 metru a hmotností 5,5 tuny. Vlastní vnitřní tlaková kabina byla vyrobená z hliníkové slitiny o tloušťce 6,4 až 38 mm. Na ní byl z vnitřní i vnější strany přilepený hliníkový plech tlustý 0,25 až 2,3 mm. Na vrcholu kabiny byl průlez o průměru 736 mm. Posádka do velitelského modulu nastupovala dalším průlezem, ve kterém bylo okno. Na stěnách kabiny se nacházela další čtyři okna. Vnější stěnu kabiny tvořil tepelný štít, protože při návratu do zemské atmosféry dosahovala teplota na jeho povrchu až 2 700 °C.
Prostor mezi tepelným štítem a kabinou byl vyplněný dvěma vrstvami izolace z křemíkových vláken. Velitelský modul byl jedinou částí lodi, která byla vybavena tepelným štítem, protože jako jediná část se vracela skrz zemskou atmosféru a přistávala v moři. Kabina obsahovala tři křesla pro posádku.

### Servisní modul
Servisní modul (SM z anglického Service Module) měl tvar válce dlouhého přibližně 6,71 m s průměrem 3,61 m. Šesti hliníkovými příčkami je rozdělený na 6 sekcí, z nichž 2 obsahují nádrže na okysličovadlo a 2 palivo pro motor servisního modulu. V dalších dvou částech se nacházely palivové články a nádrže na kyslík, vodík a dusík. Motor servisního modulu označovaný jako (SPS) dokázal vyvinout tah 91,2 kN a zajišťoval všechny kritické manévry: navedení na oběžnou dráhu okolo Měsíce, opuštění oběžné dráhy Měsíce a větší korekce dráhy. Servisní modul nesl také většinu trysek systému RCS (Reactive Control System), který zaručoval stabilizaci a orientaci lodě.

### Lunární modul
Lunární modul (LM z anglického Lunar Module) byla jediná část lodě, která se dostala až na povrch Měsíce. Má výšku 7,6 m, maximální průměr 3,73 metru a startovací hmotnost přibližně 14 500 kg až 16 400 kg. Skládala se ze dvou částí; z přistávacího a startovacího stupně. Při startu z povrchu Měsíce se vesmírná loď rozdělila. Přistávací stupeň zůstal na povrchu a z něj startoval orbitální stupeň.
Přistávací část měla 4 "nohy". Startovací stupeň tvořila přetlaková kabina a přístrojový úsek. Pilotní kabina měla základní tvar válce napříč směru letu. Na tuto konstrukci byla pak připojena další zařízení, takže tvar je na první pohled nepříliš zřetelný. Ve vlastní pilotní kabině se nacházely palubní přístroje, počítače, klimatizace, systém zásobování elektrickou energií, kryt startovacího motoru a po stranách nádrže pohonných hmot. Objem kabiny byl asi 6,7 m3. V přístrojovém úseku byly nádrže s héliem pro tlakování pohonného systému a nádrže s kyslíkem a vodou. Voda sloužila k pití, ale také k chlazení a v případě nouze i na uhašení požáru. V přistávacím modulu se nenacházela žádná křesla pro posádku, astronauti při všech manévrech stáli. Na přestup posádky mezi velitelským a lunárním modulem během letu sloužil průlez ve stropě tlakové kabiny. Druhý, čtvercový průlez, sloužící k výstupu na měsíční povrch, byl na boku přetlakové kabiny. Na něj navazovaly schůdky na přistávacím stupni. Přetlaková kabina měla 3 okna, dvě po stranách hlavní paluby, třetí (střetávací) nad hlavou velitele. Komunikační systém tvořily dva vysílače a dva přijímače.
Uprostřed přistávacího stupně byl přistávací motor (DPS – Descent Propulsion System). Byl poháněný palivem, skládajícím se z 50 % asymetrického dimethylhydrazinu a 50 % monomethylhydrazinu. Maximální tah motoru byl 4 380 kp. Startovací motor ve dnu orbitálního stupně (APS – Ascent Propulsion System) dokázal ve vakuu vyvinout maximální tah 1 590 kp. Tah obou motorů bylo možné regulovat. Ke stabilizaci lodě sloužily dva nezávislé stabilizační systémy, každý s osmi motory. Za normálních podmínek pracovaly oba systémy paralelně, v případě nouze však mohl být použit jen jeden z nich.
Elektrickou energii lunárnímu modulu na rozdíl od velitelského a servisního dodávaly zinko-stříbrné palivové články, protože jsou lehčí a spolehlivější než vodíkovo-kyslíkové. Čtyři články byly v přistávacím, dva ve startovacím stupni.
Celkem bylo vyrobeno 15 kusů, do vesmíru bylo vysláno 10, na Měsíc přistálo s posádkou 6 (Apolla 11, 12, 14, 15, 16, 17).